# Machine Gun Kelly
Pour l’article homonyme, voir Machine Gun Kelly (chanteur).
George Kelly Barnes alias George « Machine Gun » Kelly alias George R. Kelly  (18 juillet 1895 — 18 juillet 1954), est un célèbre criminel américain de la période de la prohibition. Il fut incarcéré à la prison d'Alcatraz.

## Biographie

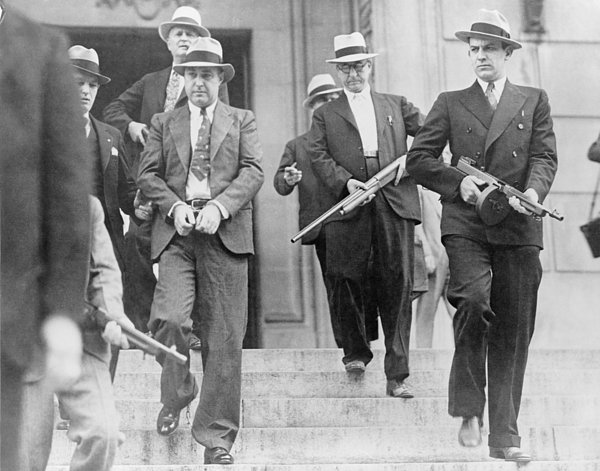
Georges "Machine Gun" Kelly en 1933.

Machine Gun Kelly était un bootlegger, un braqueur de banque et un ravisseur américain qui a fait la une des journaux dans les années 1930. Il fut condamné à la prison à vie avec son épouse Kathryn Kelly en 1933.
Né le 18 juillet 1895 à Memphis, dans le Tennessee, Machine Gun Kelly a traversé le Tennessee, le Mississippi, le Texas, l'Oklahoma et le Nouveau-Mexique dans les années vingt et trente. Commençant sa carrière criminelle en tant que bootlegger, il a été arrêté en 1927 et a ensuite passé quelques mois en prison, où il a rencontré des cambrioleurs. En 1930, il a épousé Kathryn Thorne. Ils ont, avec d’autres, cambriolé des banques dans de nombreux États, enlevé le riche magnat du pétrole Charles Urschel et l’ont retenu contre rançon. Pour ce crime, Kelly a été arrêté et condamné à la prison à vie en 1933. Il est mort en 1954.
Son principal complice était Albert Bates.